# 大威徳寺の戦い
大威徳寺の戦い（だいいとくじのたたかい）とは永禄12年（1569年）に、美濃国の苗木遠山氏と飛騨国の三木氏が、飛騨国益田郡の大威徳寺近辺で行なった合戦。威徳寺合戦とも言う。

## 合戦の概要
大威徳寺の本堂は、飛騨国益田郡御厩野（現在の岐阜県下呂市）にあったが、美濃国加子母村との国境にあり、境内の一部の堂宇は美濃側にも存在した。
そのため、飛騨国益田郡竹原郷を本拠地とする三木氏と美濃国苗木城を本拠地とする苗木遠山氏の勢力が衝突する場所にあった。
永正7年（1510年）8月21日には、遠山景正が所領の争いにより飛騨国へ侵攻し三木済継（姉小路済継）と戦い流矢により討死している。
天文・弘治年間（1532年～1558年）は遠山氏と三木氏は良好な関係を保っていたようで、岩村遠山氏が三木氏の領地である下呂温泉に湯治に行くほどであった。
永禄12年（1569年）美濃国恵那郡苗木城主の遠山直廉は、武田信玄の命により、三木自綱の弟で武田氏から離反した三木次郎右衛門尉を攻めた際に兵火により大威徳寺は焼失した。直廉は流れ矢により傷を負い苗木城へ戻り、6月18日、この傷が原因で死去した。
大威徳寺は、この戦いで多くの堂塔が消失し、残っていた堂宇も、天正13年（1586年）の天正地震で壊滅した。

## 諸説
なお、「苗木伝記」ではこの戦いを天文14年（1545年）、「遠山家家譜」では元亀3年（1572年）としている。弘治２年（1556年）説もある。